# Anthony Hudson
Anthony Patrick Hudson (Londra, 11 marzo 1981) è un allenatore di calcio ed ex calciatore inglese, di ruolo centrocampista.

## Statistiche

### Nazionale
Statistiche aggiornate al 10 luglio 2024.
| Squadra       | Naz                      | dal            | al               | Record | Record | Record | Record     | Record | Record | Record | Record |
| G             | V                        | N              | P                | GF     | GS     | DR     | % Vittorie |        |        |        |        |
| ------------- | ------------------------ | -------------- | ---------------- | ------ | ------ | ------ | ---------- | ------ | ------ | ------ | ------ |
| Bahrein       | Bahrein (bandiera)       | 14 agosto 2013 | 4 agosto 2014    | 10     | 3      | 5      | 2          | 5      | 3      | +2     | 30,00  |
| Nuova Zelanda | Nuova Zelanda (bandiera) | 5 agosto 2014  | 30 novembre 2017 | 27     | 10     | 6      | 11         | 36     | 31     | +5     | 37,04  |
| Stati Uniti   | Stati Uniti (bandiera)   | 6 gennaio 2023 | 31 maggio 2023   | 5      | 2      | 2      | 1          | 10     | 4      | +6     | 40,00  |
| Totale        | Totale                   | Totale         | Totale           | 42     | 15     | 13     | 14         | 51     | 38     | +13    | 35,71  |

#### Nazionale bahrenita nel dettaglio
Statistiche aggiornate al 10 luglio 2024.
| 2013                | Bahrein        | Qual. Coppa d'Asia 2015 | Sub, 1° nel gruppo D | 4  | 2 | 2 | 0 | 50,00 | 4 | 1 | +3 |
| dic. 2013/gen. 2014 | Bahrein        | WAFF Championship 2014  | 3°                   | 4  | 0 | 3 | 1 | &0,00 | 0 | 1 | -1 |
| Dal 2013 al 2014    | Bahrein        | Amichevoli              |                      | 2  | 1 | 0 | 1 | 50,00 | 1 | 1 | +0 |
| Totale Bahrein      | Totale Bahrein | Totale Bahrein          | Totale Bahrein       | 10 | 3 | 5 | 2 | 30,00 | 5 | 3 | +2 |

#### Panchine da commissario tecnico della nazionale bahreita
| Cronologia completa delle presenze e delle reti in nazionale ― Bahrein | Cronologia completa delle presenze e delle reti in nazionale ― Bahrein | Cronologia completa delle presenze e delle reti in nazionale ― Bahrein | Cronologia completa delle presenze e delle reti in nazionale ― Bahrein | Cronologia completa delle presenze e delle reti in nazionale ― Bahrein | Cronologia completa delle presenze e delle reti in nazionale ― Bahrein | Cronologia completa delle presenze e delle reti in nazionale ― Bahrein | Cronologia completa delle presenze e delle reti in nazionale ― Bahrein |
| Data                                                                   | Città                                                                  | In casa                                                                | Risultato                                                              | Ospiti                                                                 | Competizione                                                           | Reti                                                                   | Note                                                                   |
| ---------------------------------------------------------------------- | ---------------------------------------------------------------------- | ---------------------------------------------------------------------- | ---------------------------------------------------------------------- | ---------------------------------------------------------------------- | ---------------------------------------------------------------------- | ---------------------------------------------------------------------- | ---------------------------------------------------------------------- |
| 10-10-2013                                                             | Bangkok                                                                | Thailandia                                                             | 1 – 0                                                                  | Bahrein                                                                | Amichevole                                                             | -                                                                      |                                                                        |
| 15-10-2013                                                             | Kuala Lumpur                                                           | Malaysia                                                               | 1 – 1                                                                  | Bahrein                                                                | Qual. Coppa d'Asia 2015                                                | A.Saleh                                                                |                                                                        |
| 9-11-2013                                                              | Manama                                                                 | Bahrein                                                                | 1 – 0                                                                  | Libano                                                                 | Amichevole                                                             | -                                                                      |                                                                        |
| 15-11-2013                                                             | Riffa                                                                  | Bahrein                                                                | 1 – 0                                                                  | Malaysia                                                               | Qual. Coppa d'Asia 2015                                                | Abdul-Latif                                                            |                                                                        |
| 19-11-2013                                                             | Riffa                                                                  | Bahrein                                                                | 2 – 0                                                                  | Yemen                                                                  | Qual. Coppa d'Asia 2015                                                | Mohamed Salmeen Faouzi Mubarak Aaish                                   |                                                                        |
| 25-12-2013                                                             | Mascate                                                                | Oman                                                                   | 0 – 0                                                                  | Bahrein                                                                | WAFF Championship                                                      | -                                                                      |                                                                        |
| 28-12-2013                                                             | Manama                                                                 | Bahrein                                                                | 0 – 0                                                                  | Iraq                                                                   | WAFF Championship                                                      | -                                                                      |                                                                        |
| 4-1-2014                                                               | Manama                                                                 | Bahrein                                                                | 0 – 1                                                                  | Giordania                                                              | WAFF Championship                                                      | -                                                                      |                                                                        |
| 7-1-2014                                                               | Kuwait City                                                            | Kuwait                                                                 | 0 – 0 dts (2 - 3 dtr)                                                  | Bahrein                                                                | WAFF Championship                                                      | -                                                                      |                                                                        |
| 5-3-2014                                                               | Doha                                                                   | Qatar                                                                  | 0 – 0                                                                  | Bahrein                                                                | Qual. Coppa d'Asia 2015                                                | -                                                                      |                                                                        |
| Totale                                                                 |                                                                        | Presenze                                                               | 10                                                                     |                                                                        | Reti                                                                   | 5                                                                      |                                                                        |

#### Nazionale neozelandese nel dettaglio
Statistiche aggiornate al 10 luglio 2024.
| 2016                 | Nuova Zelanda        | OFC Cup 2016                 | Vincitore                                               | 5  | 4  | 1 | 0  | 80,00 | 10 | 1  | +9 |
| nov. 2016            | Nuova Zelanda        | Qual Mondiali 2018           | 1° nel gruppo A, Eliminato dopo i Play-Off continentali | 2  | 1  | 1 | 0  | 50,00 | 2  | 0  | +2 |
| 2017                 | Nuova Zelanda        | Qual Mondiali 2018           | 1° nel gruppo A, Eliminato dopo i Play-Off continentali | 4  | 3  | 1 | 0  | 75,00 | 12 | 3  | +9 |
| nov. 2017 (Play-Off) | Nuova Zelanda        | Qual Mondiali 2018           | 1° nel gruppo A, Eliminato dopo i Play-Off continentali | 2  | 0  | 1 | 1  | &0,00 | 0  | 2  | +2 |
| giu.-lug. 2017       | Nuova Zelanda        | FIFA Confederations Cup 2017 | 4° nel gruppo A                                         | 3  | 0  | 0 | 3  | &0,00 | 1  | 8  | -7 |
| Dal 2014 al 2017     | Nuova Zelanda        | Amichevoli                   |                                                         | 11 | 1  | 3 | 7  | &9,09 | 7  | 15 | -8 |
| Totale Nuova Zelanda | Totale Nuova Zelanda | Totale Nuova Zelanda         | Totale Nuova Zelanda                                    | 27 | 10 | 6 | 11 | 37,04 | 36 | 31 | +5 |

#### Panchine da commissario tecnico della nazionale bahreita
| Cronologia completa delle presenze e delle reti in nazionale ― Nuova Zelanda | Cronologia completa delle presenze e delle reti in nazionale ― Nuova Zelanda | Cronologia completa delle presenze e delle reti in nazionale ― Nuova Zelanda | Cronologia completa delle presenze e delle reti in nazionale ― Nuova Zelanda | Cronologia completa delle presenze e delle reti in nazionale ― Nuova Zelanda | Cronologia completa delle presenze e delle reti in nazionale ― Nuova Zelanda | Cronologia completa delle presenze e delle reti in nazionale ― Nuova Zelanda | Cronologia completa delle presenze e delle reti in nazionale ― Nuova Zelanda |
| Data                                                                         | Città                                                                        | In casa                                                                      | Risultato                                                                    | Ospiti                                                                       | Competizione                                                                 | Reti                                                                         | Note                                                                         |
| ---------------------------------------------------------------------------- | ---------------------------------------------------------------------------- | ---------------------------------------------------------------------------- | ---------------------------------------------------------------------------- | ---------------------------------------------------------------------------- | ---------------------------------------------------------------------------- | ---------------------------------------------------------------------------- | ---------------------------------------------------------------------------- |
| 8-9-2014                                                                     | Tashkent                                                                     | Uzbekistan                                                                   | 3 – 1                                                                        | Nuova Zelanda                                                                | Amichevole                                                                   | Jeremy Brockie                                                               | Cap: W.Reid                                                                  |
| 14-11-2014                                                                   | Nanchang                                                                     | Cina                                                                         | 1 – 1                                                                        | Nuova Zelanda                                                                | Amichevole                                                                   | Chris Wood                                                                   | Cap: C.Wood                                                                  |
| 18-11-2014                                                                   | Bangkok                                                                      | Thailandia                                                                   | 2 – 0                                                                        | Nuova Zelanda                                                                | Amichevole                                                                   | -                                                                            | Cap: C.Wood                                                                  |
| 31-3-2015                                                                    | Seul                                                                         | Corea del Sud                                                                | 1 – 0                                                                        | Nuova Zelanda                                                                | Amichevole                                                                   | -                                                                            | Cap: C.Wood                                                                  |
| 7-9-2015                                                                     | Yangon                                                                       | Birmania                                                                     | 1 – 1                                                                        | Nuova Zelanda                                                                | Amichevole                                                                   | Shane Smeltz (rig.)                                                          | Cap: W.Reid                                                                  |
| 12-11-2015                                                                   | Mascate                                                                      | Oman                                                                         | 0 – 1                                                                        | Nuova Zelanda                                                                | Amichevole                                                                   | Chris Wood                                                                   | Cap: C.Wood                                                                  |
| 28-5-2016                                                                    | Lautoka                                                                      | Figi                                                                         | 1 – 3                                                                        | Nuova Zelanda                                                                | Coppa d'Oceania 2016 - 1°turno                                               | Themistoklis Tzimopoulos Rory Fallon Chris Wood                              | Cap: C.Wood                                                                  |
| 31-5-2016                                                                    | Port Vila                                                                    | Vanuatu                                                                      | 0 – 5                                                                        | Nuova Zelanda                                                                | Coppa d'Oceania 2016 - 1°turno                                               | 2 Chris Wood Michael McGlinchey Rory Fallon Kosta Barbarouses                | Cap: C.Wood                                                                  |
| 4-6-2016                                                                     | Port Moresby                                                                 | Nuova Zelanda                                                                | 1 – 0                                                                        | Isole Salomone                                                               | Coppa d'Oceania 2016 - 1°turno                                               | Luke Adams                                                                   | Cap: M.Mcglinchey                                                            |
| 8-6-2016                                                                     | Auckland                                                                     | Nuova Zelanda                                                                | 1 – 0                                                                        | Nuova Caledonia                                                              | Coppa d'Oceania 2016 - Semifinale                                            | Chris Wood                                                                   | Cap: C.Wood                                                                  |
| 11-6-2016                                                                    | Wellington                                                                   | Nuova Zelanda                                                                | 0 – 0 dts (4 - 2 dtr)                                                        | Papua Nuova Guinea                                                           | Coppa d'Oceania 2016 - Finale                                                | -                                                                            | Cap: C.Wood                                                                  |
| 9-10-2016                                                                    | Città del Messico                                                            | Messico                                                                      | 2 – 1                                                                        | Nuova Zelanda                                                                | Amichevole                                                                   | Marco Rojas                                                                  | Cap: W.Reid                                                                  |
| 13-10-2016                                                                   | Detroit                                                                      | Stati Uniti                                                                  | 1 – 1                                                                        | Nuova Zelanda                                                                | Amichevole                                                                   | Monty Patterson                                                              | Cap: W.Reid                                                                  |
| 12-11-2016                                                                   | Auckland                                                                     | Nuova Zelanda                                                                | 2 – 0                                                                        | Nuova Caledonia                                                              | Qual. Mondiali 2018                                                          | 2 Marco Rojas                                                                | Cap: C.Wood                                                                  |
| 15-11-2016                                                                   | Numea                                                                        | Nuova Caledonia                                                              | 0 – 0                                                                        | Nuova Zelanda                                                                | Qual. Mondiali 2018                                                          | -                                                                            | Cap: C.Wood                                                                  |
| 25-3-2017                                                                    | Lautoka                                                                      | Figi                                                                         | 0 – 2                                                                        | Nuova Zelanda                                                                | Qual. Mondiali 2018                                                          | Chris Wood (rig.) Marco Rojas                                                | Cap: C.Wood                                                                  |
| 28-3-2017                                                                    | Wellington                                                                   | Nuova Zelanda                                                                | 2 – 0                                                                        | Figi                                                                         | Qual. Mondiali 2018                                                          | 2 Ryan Thomas                                                                | Cap: A.Durante                                                               |
| 2-6-2017                                                                     | Belfast                                                                      | Irlanda del Nord                                                             | 1 – 0                                                                        | Nuova Zelanda                                                                | Amichevole                                                                   | -                                                                            | Cap: C.Wood                                                                  |
| 12-6-2017                                                                    | Minsk                                                                        | Bielorussia                                                                  | 1 – 0                                                                        | Nuova Zelanda                                                                | Amichevole                                                                   | -                                                                            | Cap: C.Wood                                                                  |
| 17-6-2017                                                                    | Volgograd                                                                    | Russia                                                                       | 2 – 0                                                                        | Nuova Zelanda                                                                | Conf. Cup 2017 - 1°turno                                                     | -                                                                            | Cap: C.Wood                                                                  |
| 21-6-2017                                                                    | Soči                                                                         | Messico                                                                      | 2 – 1                                                                        | Nuova Zelanda                                                                | Conf. Cup 2017 - 1°turno                                                     | Chris Wood                                                                   | Cap: C.Wood                                                                  |
| 24-6-2017                                                                    | San Pietroburgo                                                              | Nuova Zelanda                                                                | 0 – 4                                                                        | Portogallo                                                                   | Conf. Cup 2017 - 1°turno                                                     | -                                                                            | Cap: C.Wood                                                                  |
| 1-9-2017                                                                     | Auckland                                                                     | Nuova Zelanda                                                                | 6 – 1                                                                        | Isole Salomone                                                               | Qual. Mondiali 2018                                                          | 3 Chris Wood Kosta Barbarouses Ryan Thomas Michael McGlinchey                | Cap: C.Wood                                                                  |
| 5-9-2017                                                                     | Honiara                                                                      | Isole Salomone                                                               | 2 – 2                                                                        | Nuova Zelanda                                                                | Qual. Mondiali 2018                                                          | Myer Bevan autorete                                                          | Cap: A.Durante                                                               |
| 6-10-2017                                                                    | Toyota                                                                       | Giappone                                                                     | 2 – 1                                                                        | Nuova Zelanda                                                                | Amichevole                                                                   | Chris Wood                                                                   | Cap: W.Reid                                                                  |
| 10-11-2017                                                                   | Wellington                                                                   | Nuova Zelanda                                                                | 0 – 0                                                                        | Perù                                                                         | Qual. Mondiali 2018                                                          | -                                                                            | Cap: W.Reid                                                                  |
| 16-11-2017                                                                   | Lima                                                                         | Perù                                                                         | 2 – 0                                                                        | Nuova Zelanda                                                                | Qual. Mondiali 2018                                                          | -                                                                            | Cap: W.Reid                                                                  |
| Totale                                                                       |                                                                              | Presenze                                                                     | 27                                                                           |                                                                              | Reti                                                                         | 36                                                                           |                                                                              |

#### Nazionale statunitense nel dettaglio
Statistiche aggiornate al 10 luglio 2024.
| mar. 2023  | Stati Uniti | CONCACAF Nations League 2022-2023 | Sub., Ad interim | 2 | 2 | 0 | 0 | 100,00& | 8  | 1 | +7 |
| 2023       | Stati Uniti | Amichevoli                        |                  | 3 | 0 | 2 | 1 | &0,00   | 2  | 3 | -1 |
| Totale USA | Totale USA  | Totale USA                        | Totale USA       | 5 | 2 | 2 | 1 | 40,00   | 10 | 4 | +6 |

#### Panchine da commissario tecnico della nazionale statunitense
| Cronologia completa delle presenze e delle reti in nazionale ― Stati Uniti | Cronologia completa delle presenze e delle reti in nazionale ― Stati Uniti | Cronologia completa delle presenze e delle reti in nazionale ― Stati Uniti | Cronologia completa delle presenze e delle reti in nazionale ― Stati Uniti | Cronologia completa delle presenze e delle reti in nazionale ― Stati Uniti | Cronologia completa delle presenze e delle reti in nazionale ― Stati Uniti | Cronologia completa delle presenze e delle reti in nazionale ― Stati Uniti             | Cronologia completa delle presenze e delle reti in nazionale ― Stati Uniti |
| Data                                                                       | Città                                                                      | In casa                                                                    | Risultato                                                                  | Ospiti                                                                     | Competizione                                                               | Reti                                                                                   | Note                                                                       |
| -------------------------------------------------------------------------- | -------------------------------------------------------------------------- | -------------------------------------------------------------------------- | -------------------------------------------------------------------------- | -------------------------------------------------------------------------- | -------------------------------------------------------------------------- | -------------------------------------------------------------------------------------- | -------------------------------------------------------------------------- |
| 26-1-2023                                                                  | Los Angeles                                                                | Stati Uniti                                                                | 1 – 2                                                                      | Serbia                                                                     | Amichevole                                                                 | Brandon Vázquez                                                                        | Cap:W. Zimmerman                                                           |
| 29-1-2023                                                                  | Los Angeles                                                                | Stati Uniti                                                                | 0 – 0                                                                      | Colombia                                                                   | Amichevole                                                                 | -                                                                                      | Cap:K. Acosta                                                              |
| 25-3-2023                                                                  | Saint George's                                                             | Grenada                                                                    | 1 – 7                                                                      | Stati Uniti                                                                | CONCACAF Nations League 2022-2023 - 1º turno                               | 2 Ricardo Pepi Brenden Aaronson 2 Weston McKennie Christian Pulisic Alejandro Zendejas | Cap: C. Pulisic                                                            |
| 28-3-2023                                                                  | Orlando                                                                    | Stati Uniti                                                                | 1 – 0                                                                      | El Salvador                                                                | CONCACAF Nations League 2022-2023 - 1º turno                               | Ricardo Pepi                                                                           | Cap: C. Pulisic                                                            |
| 20-4-2023                                                                  | Glendale                                                                   | Stati Uniti                                                                | 1 – 1                                                                      | Messico                                                                    | Amichevole                                                                 | Jesús Ferreira                                                                         | Cap:W. Zimmerman                                                           |
| Totale                                                                     |                                                                            | Presenze                                                                   | 5                                                                          |                                                                            | Reti                                                                       | 10                                                                                     |                                                                            |

## Palmarès

### Allenatore

#### Nazionale
- Coppa delle Nazioni del Golfo Under-23: 1

2013
- Coppa d'Oceania: 1

2016